# Display Retina
I display Retina sono una serie di schermi IPS e OLED commercializzati da Apple. Essi hanno una densità di pixel tale da rendere impercettibili i singoli pixel all'occhio umano. L'azienda ha brevettato il marchio "Retina" presso lo United States Patent and Trademark Office ed il Canadian Intellectual Property Office.

## Storia
La prima comparsa la fece nel 2010 con l'iPhone 4, sarà poi montato su tutti i modelli successivi. La risoluzione venne ulteriormente incrementata sugli iPhone X, XS e XS Max, 11 Pro e 11 Pro Max, arrivando a 458 ppi.
Nel 2013 arriva su iPad, nella fattispecie sull'iPad mini di seconda generazione. È stato poi implementato anche sugli iPad Air e Pro, nonché sulla linea entry-level iPad.
Fa il suo esordio sui Mac nel 2012, con il MacBook Pro omonimo. Successivamente è stato implementato nel MacBook "Retina" nel 2015 e nel MacBook Air di terza generazione nel 2018.

## Funzionamento
Steve Jobs, durante la sua presentazione, sostenne che la densità di pixel ideale per un dispositivo tenuto da 35 a 40 centimetri dagli occhi è di circa 300 pixel per pollice. Un'unità di misura più precisa per esprimere questa grandezza è il pixel per grado, ideale per tenere in considerazione sia la risoluzione dello schermo che la distanza dalla quale lo si guarda: allontanando l'occhio dal display il valore si riduce mentre avvicinandosi aumenta. Può essere calcolato con la formula:
{\displaystyle 2dr\tan(0.5^{\circ })}
dove {\displaystyle d} è la distanza tra occhi e schermo, mentre {\displaystyle r} la risoluzione in pixel per pollice.
In pratica Apple ha raddoppiato il numero di pixel in altezza e larghezza, quadruplicando di fatto la densità di pixel.

## Modelli
Attualmente, il display di iPad viene prodotto dalla LG Display, mentre i display di MacBook Pro, iPhone e iPod touch sono prodotti da LG e Japan Display.
Nel corso degli anni, in concomitanza con il lancio di diversi prodotti, Apple ha adottato termini leggermente differenti per riferirsi a diverse versioni di display Retina: Retina HD Display, introdotto su iPhone 6/iPhone 6 Plus nel settembre 2014, e Retina 5K Display, introdotto su iMac nell'ottobre 2014.
Segue l'elenco dei prodotti Apple che presentano un display Retina.
| Modello                                         | Dimensioni dello schermo | Nome commerciale  | PPI (Pixel per pollice) | PPCM (Pixel per centimetro) | PPD (Pixel per grado) | Risoluzione | Numero di pixel | Distanza tipica dallo schermo (pollici/cm) |
| ----------------------------------------------- | ------------------------ | ----------------- | ----------------------- | --------------------------- | --------------------- | ----------- | --------------- | ------------------------------------------ |
| iPhone 6 Plus e 6s Plus                         | 5,5 pollici              | Retina HD Display | 401                     | 157                         | 70                    | 1920×1080   | 2.073.600       | 10 pollici (25 centimetri)                 |
| iPhone 6 e 6s                                   | 4,7 pollici              | Retina HD Display | 326                     | 128                         | 57                    | 1334×750    | 1.000.500       | 10 pollici (25 centimetri)                 |
| iPhone 5, 5s, 5c e SE                           | 4 pollici                | Retina Display    | 326                     | 128                         | 57                    | 1136×640    | 737.040         | 10 pollici (25 centimetri)                 |
| iPod touch (5ª generazione)                     | 4 pollici                | Retina Display    | 326                     | 128                         | 57                    | 1136×640    | 727.040         | 10 pollici (25 centimetri)                 |
| iPhone 4, 4S e iPod touch (4ª generazione)      | 3,5 pollici              | Retina Display    | 326                     | 128                         | 57                    | 960×640     | 614.400         | 10 pollici (25 centimetri)                 |
| Apple Watch                                     | 42 mm                    | Retina Display    | 302                     | 119                         | 52                    | 312×390     | 121.680         | 10 pollici (25 centimetri)                 |
| Apple Watch                                     | 38 mm                    | Retina Display    | 290                     | 114                         | 50                    | 272×340     | 92.480          | 10 pollici (25 centimetri)                 |
| iPad (3ª generazione e successivi)              | 9,7 pollici              | Retina Display    | 264                     | 128                         | 85                    | 2048×1536   | 3.145.728       | 15 pollici (38 centimetri)                 |
| iPad Mini 2 e successivi                        | 7,9 pollici              | Retina Display    | 326                     | 128                         | 85                    | 2048×1536   | 3.145.728       | 15 pollici (38 centimetri)                 |
| MacBook Pro con Retina display (3ª generazione) | 13,3 pollici             | Retina Display    | 227                     | 89                          | 79                    | 2560×1600   | 4.096.000       | 20 pollici (51 centimetri)                 |
| MacBook (2015)                                  | 12 pollici               | Retina Display    | 226                     | 88                          | 78                    | 2304×1440   | 3.317.760       | 20 pollici (51 centimetri)                 |
| MacBook Pro con Retina display (3ª generazione) | 15 pollici               | Retina Display    | 220                     | 87                          | 77                    | 2880×1800   | 5.184.000       | 20 pollici (51 centimetri)                 |
| iMac con display Retina (5K)                    | 27 pollici               | Retina 5K Display | 218                     | 86                          | 76                    | 5120×2880   | 14.745.600      | 20 pollici (51 centimetri)                 |